# Vriesea tequendamae
Vriesea tequendamae là một loài thuộc chi Vriesea. Đây là loài bản địa của Venezuela và Ecuador.